# Siergiej Szyrokow
Siergiej Siergiejewicz Szyrokow, ros. Сергей Сергеевич Широков (ur. 10 marca 1986 w Oziorach) – rosyjski hokeista, reprezentant Rosji, olimpijczyk.

## Kariera
- CSKA 2 Moskwa (2001-2005)
- CSKA Moskwa (2005-2009)
- Vancouver Canucks (2009-2011)
  -  Manitoba Moose (2009-2011)
- CSKA Moskwa (2011-2013)
- Awangard Omsk (2013-2015)
- SKA Sankt Petersburg (2015-2018)
- Awangard Omsk (2018-2020)
- Spartak Moskwa (2020-2022)
- Awtomobilist Jekaterynburg (2022-2024)
- Sibir Nowosybirsk (2024-)

Wychowanek i do 2013 zawodnik CSKA Moskwa (do połowy tego roku także kapitan drużyny). W międzyczasie w latach 2009–2011 grał w USA dwa sezony w lidze AHL. W tym czasie rozegrał także osiem spotkań w lidze NHL. Od listopada 2013 zawodnik Awangarda Omsk (w toku wymiany czterech zawodników wraz z nim do Omska trafił Maksim Gonczarow, a do Moskwy Stanisław Jegorszew i Aleksandr Frołow). W marcu 2014 przedłużył kontrakt z Awangardem o cztery lata. W grudniu 2015 został zawodnikiem SKA w wyniku wymiany za Antona Burdasowa i Piotra Chochriakowa. Pod koniec maja 2018 ponownie został zawodnikiem Awangardu Omsk. Od maja 2020 został zawodnikiem Spartaka Moskwa w toku wymiany za Aleksandra Chochłaczowa. W maju 2022 związał się kontraktem z Awtomobilistem Jekaterynburg. Po sezonie 2023/2024 przeszedł do Sibiru.
W barwach Rosji uczestniczył w turniejach mistrzostw świata w 2012, 2014, 2015, 2016. W ramach ekipy olimpijskich sportowców z Rosji brał udział w turnieju zimowych igrzysk olimpijskich 2018.

## Sukcesy
Reprezentacyjne
- Złoty medal mistrzostw świata juniorów do lat 18: 2004
- Srebrny medal mistrzostw świata juniorów do lat 20: 2005, 2006
- Złoty medal mistrzostw świata: 2012, 2014
- Srebrny medal mistrzostw świata: 2015
- Brązowy medal mistrzostw świata: 2016
- Złoty medal zimowych igrzysk olimpijskich: 2018

Klubowe
- Puchar Nadziei: 2014 z Awangardem Omsk
- Puchar Gagarina – mistrzostwo KHL: 2017 ze SKA
- Złoty medal mistrzostw Rosji: 2017 ze SKA
- Finał KHL o Puchar Gagarina: 2019 z Awangardem Omsk
- Srebrny medal mistrzostw Rosji: 2019 z Awangardem Omsk

Indywidualne
- AHL 2010/2011:
  - Skład gwiazd AHL
- KHL (2011/2012):
  - Mecz Gwiazd KHL
- KHL (2012/2013):
  - Mecz Gwiazd KHL (wybrany wtórnie po odejściu grupy zawodników do ligi NHL)[8]
- KHL (2014/2015):
  - Najlepszy napastnik miesiąca – wrzesień 2014[9]
- KHL (2017/2018):
  - Skład gwiazd miesiąca – sierpień 2017[10], wrzesień 2017[11]
- KHL (2022/2023):
  - Najlepszy napastnik miesiąca – wrzesień 2022[12]

Wyróżnienie
- Zasłużony Mistrz Sportu Rosji w hokeju na lodzie: 2012

Odznaczenia
- Order Honoru (2014)[13]
- Order Przyjaźni (27 lutego 2018)[14]